# RK Željezničar Sarajevo
Le RK Željezničar Sarajevo est un club de handball basé à Sarajevo en Bosnie-Herzégovine.

## Historiques
- 1954: Fondation du club.

## Palmarès
Compétitions internationales
- Finaliste de la Coupe de l'IHF (1) : 1982

Compétitions nationales
- Championnat de Yougoslavie (1): 1977/78.
  - Deuxième (6): 1955, 1956, 1960/61, 1974/75, 1979/80, 1980/81.
  - Troisième (4): 1957, 1958/59, 1975/76, 1978/79.
- Championnat de la Fédération de Bosnie-Herzégovine
  - Vainqueur : 2000

## Personnalités liées au club
- Sead Hasanefendić : entraîneur à partir de 1977
- Enid Tahirović (en) : joueur de 1998 à 2003
- Mirsad Terzić : joueur de 1999 à 2002